# Mottramit
Mottramit – minerał z gromady wanadianów, należy do wanadianów wyspowych. Jest to minerał stref utleniania kruszców Pb, Zn i Cu. Nazwa pochodzi od angielskiej miejscowości Mottram. Po raz pierwszy opisany w 1876 roku.

## Charakterystyka

### Właściwości
Mottramit tworzy ciągły szereg izomorficzny z descloizytem Pb(Zn,Cu)[VO4](OH). Oba te minerały występują w zbitych skupieniach jako naskorupienia, naloty i stalaktyty. Zdarza się, że tworzą skupienia sferolitowe lub włókniste W strukturach tych minerałów wyróżnia się zniekształcone tetraedry wanadanowe [VO4]3- oraz bipiramidy [ZnO4(OH)2)]10- lub [CuO4(OH)2)]10-. 

### Skład chemiczny
| Składnik | % wag. |
| -------- | ------ |
| Cr2O3    | 0,5    |
| P2O5     | 0,24   |
| As2O5    | 1,33   |
| V2O5     | 21,21  |
| CuO      | 17,5   |
| ZnO      | 0,31   |
| PbO      | 55,64  |
| H2O      | 3,57   |
| insol.   | 0,17   |
| Suma     | 100,02 |

Analiza chemiczna mottramitu z Bisbee, Arizona, USA.

### Krystalochemia
- Grupa punktowa - 2m/2m/2m
- Grupa przestrzenna - Pnma
- Parametry komórki elementarnej - a = 7.667–7.730 Å, b = 6.034–6.067 Å, c = 9.278–9.332 Å
- Z=4

### Minerały współwystępujące
descloizyt, mimetezyt, cerusyt, dioptaz, wanadynit, duftyt, wulfenit, azuryt, fluoryt, kwarc.

### Geneza
Powstaje jako minerał wtórny w strefie utleniania złóż ołowiowo-cynkowo-miedziowych. Koncentracje złożowe powstają pod powierzchnią Ziemi, zwykle w skałach piaskowcowych.

### Występowanie
- Polska - Kletno na Dolnym Śląsku,
- Na świecie - Broken Hill (Zimbabwe), Tsumeb koło Otavi (Namibia), stany Arizona, Nowy Meksyk, Nevada w USA, Arqueros, Coquimbo (Chile).